# Ново-Сормовское кладбище
Ново-Сормовское кладбище — кладбище расположенное в Сормовском районе Нижнего Новгорода, на улице Коновалова.

## История и местоположение
Некрополь был основан в 1972 году за 7 микрорайоном Сормова.
Судя по всему[уточнить], имея более 230 га площади, оно уступает Северному кладбищу Ростова-на-Дону, которое занимает 380 га и содержит 300 тысяч могил. Но Новосормовское кладбище обгоняет[стиль] кладбище св. Лазаря (Дойна) в Кишинёве и Центральное кладбище Вены.
Кладбище разбито на песчаной территории, представляющей собой дюны и частично поросшей соснами. На территории кладбища расположены три озера[какие?] (два более крупных из той же группы находятся вне территории кладбища и используются для добычи песка). От жилой застройки кладбище отделяют Сормовский канал и гаражный кооператив.
В 1995 году, к 50-летию Победы, на территории Ново-Сормовского кладбища установлен памятник ветеранам Великой Отечественной войны.
В 1998 году у главного входа на Ново-Сормовское кладбище возведена православная церковь Всех Святых. В начале 2000 гг. рядом с храмом построено здание Воскресной школы.
На кладбище имеется отдельный мусульманский участок.

## Современность
Кладбище является действующим, то есть там производятся захоронения.
1 июня 2017 года на территории Ново-Сормовского кладбища открылся первый в Нижнем Новгороде крематорий.

## Известные люди, похороненные на Ново-Сормовском кладбище
- Давыдов, Дмитрий Юрьевич — российский экономист, в 2008—2010 гг. — заместитель Председателя Сбербанка РФ[3].
- Ермолаев, Владимир Алексеевич — в годы Великой Отечественной войны — старший лейтенант артиллерии, Герой Советского Союза[4]
- Кваша, Николай Иосифович — главный конструктор центрального конструкторского бюро «Лазурит», главный конструктор нескольких проектов подводных лодок, из которых безусловно главными являются подводные лодки проекта 945, Герой России[5].
- Кобяков, Аркадий Олегович (02.06.1976-19.09.2015) - Российский певец. Автор - исполнитель своих песен.
- Кессарийский, Эвальд Павлович — заслуженный работник культуры РФ, журналист, спортивный обозреватель, автор книг по спортивной тематике[6]
- Кузин, Александр Григорьевич — подполковник авиации, в годы Великой Отечественной войны будучи лётчиком-штурмовиком, совершил 125 боевых вылетов на бомбардировку и штурмовку аэродромов и скоплений войск противника, Герой Советского Союза[7]
- Ларионов, Борис Владимирович — заслуженный лётчик-испытатель СССР, подполковник
- Лукинская, Вера Викторовна (1900—1989) — заслуженный работник культуры РСФСР, преподаватель музыки по классу фортепиано, жила в г. Горьком. Основатель и в течение многих лет — директор музыкальной школы № 11 для всех групп населения в Сормове (Горький)[значимость?]. Родная сестра скульптора А. В. Кикина
- Маякин, Алексей Степанович — участник Великой Отечественной войны, Герой Советского Союза. Звание Героя получил за участие в бою у реки Древенц 7 февраля 1945 года[8]
- Руднев, Алексей Петрович — майор инженерных войск, участник Великой Отечественной войны, Герой Советского Союза. Высокого звания удостоен за героизм, проявленный при форсировании Днепра[9]
- Румянцев, Владимир Дмитриевич[значимость?] (1984—2019) — российский музыкант, диджей, известный под псевдонимом WowWeek[10].
- Степанов, Николай Иванович — водитель автобуса, Герой Социалистического Труда, почётный гражданин Нижнего Новгорода[11]
- Холстов, Алексей Андреевич — старший сержант, участник Великой Отечественной войны, Герой Советского Союза. Высокого звания удостоен за героизм, проявленный при форсировании Днепра в районе населённого пункта Домбзен[12]